# Bathkol Tessera
La Bathkol Tessera è una struttura geologica della superficie di Venere.